# 女子大駅

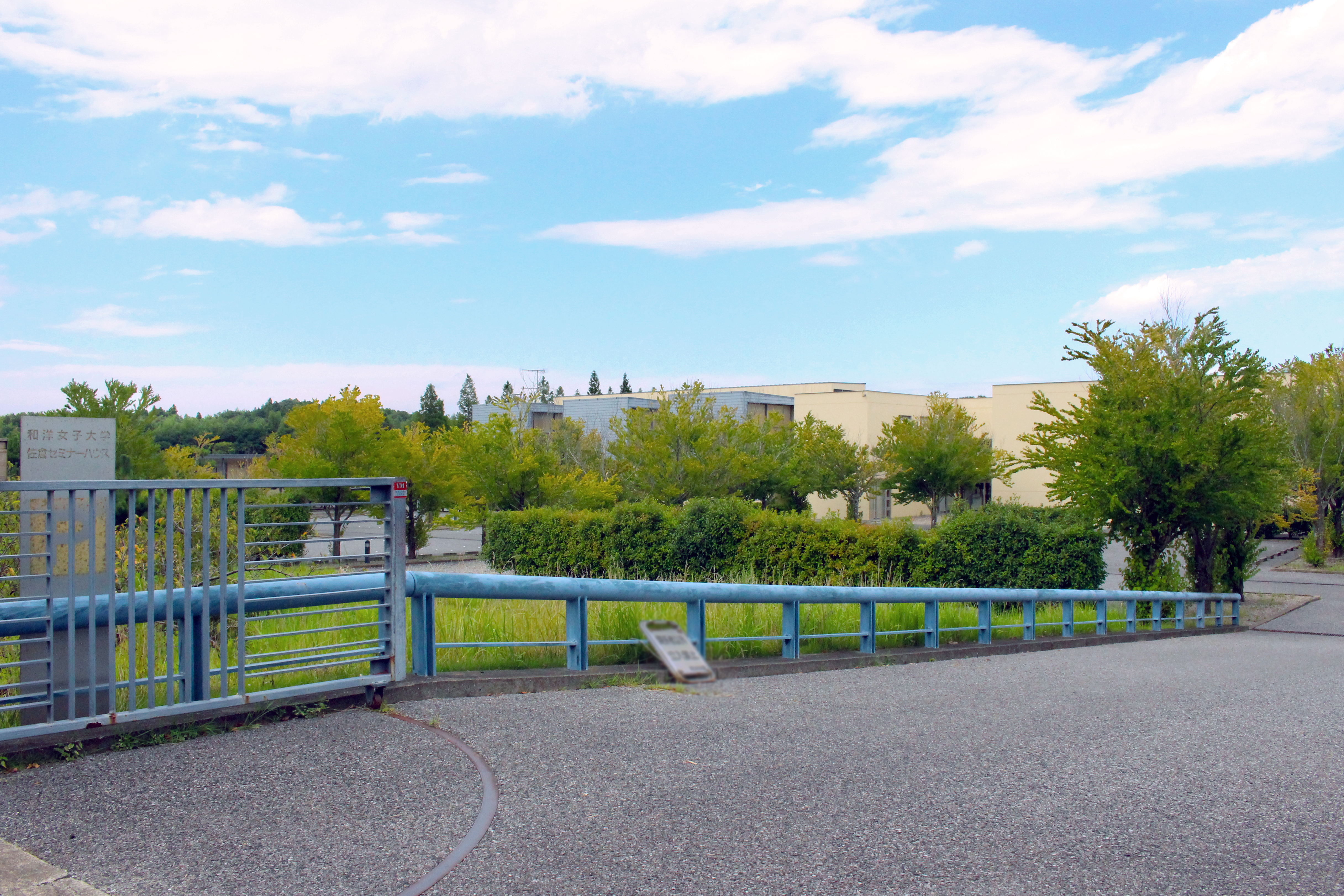
和洋女子大学 佐倉セミナーハウス

女子大駅（じょしだいえき）は、千葉県佐倉市ユーカリが丘五丁目にある、山万ユーカリが丘線の駅である。

## 概要
駅前に和洋女子大学の佐倉セミナーハウス（研修棟・宿泊棟・食堂・グラウンド）が存在する。この佐倉セミナーハウスの敷地は、市川市にある和洋女子大学キャンパス自体の移転予定地であった。駅名はこの移転を見越して先に名づけられたものであり、計画が中止となった後も駅名はそのまま残された。

## 歴史
- 1982年（昭和57年）11月2日 - 開業[1]。
- 2024年（令和6年）6月15日 - 改札に顔認証乗車システム（ユーカリPASS）を導入[4]。

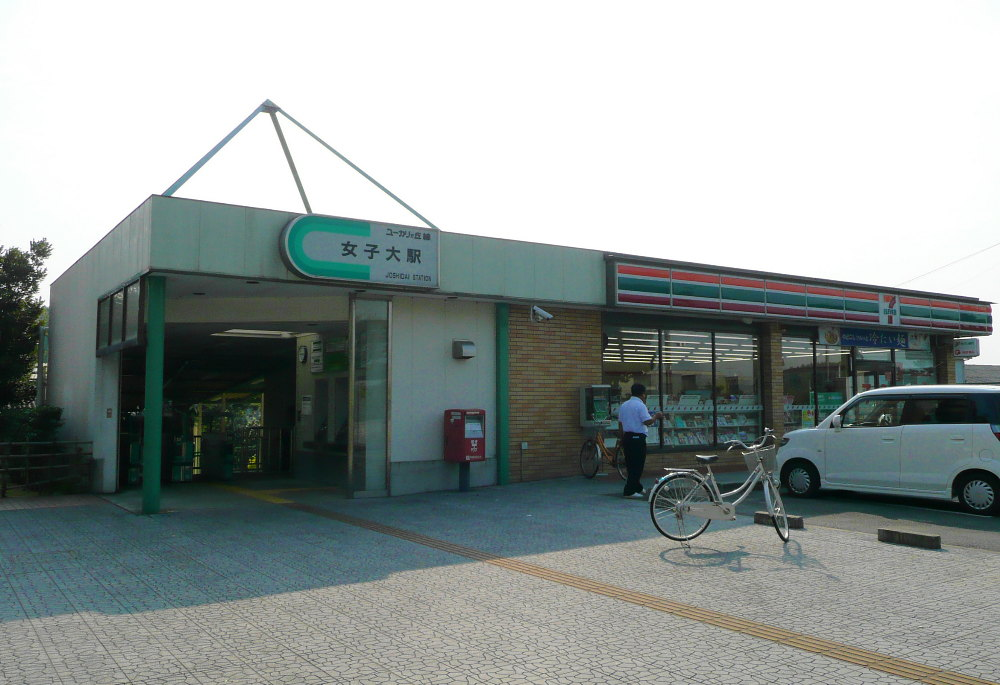
セブン-イレブンが入居していた当時の駅舎（2007年7月）
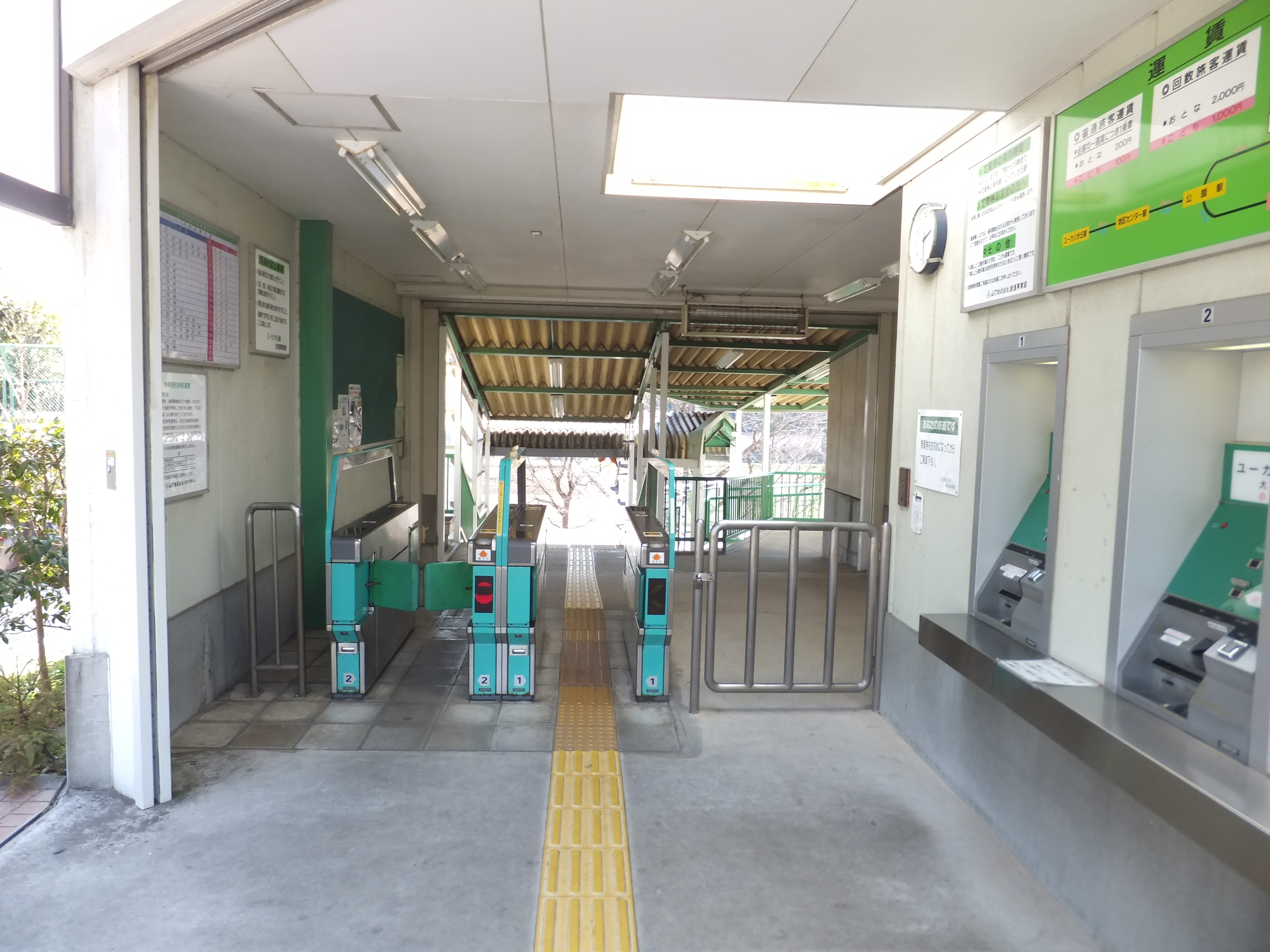
顔認証乗車システム導入前の改札口（2012年4月）

## 駅構造
単式ホーム1面1線の地上駅。ホームは入口から階段・スロープをやや降りた所にある。無人駅で、かつてはコンビニエンスストアが駅舎に併設されていたが、現在は撤退しており、後にコインランドリーが入っている。トイレは設置されていない。
当駅の北側にはユーカリが丘線の車両基地（車庫）がある。2025年3月31日までは出入庫のために1日数本当駅発着の列車が存在したが（2023年11月1日のダイヤ改正以降は土休日のみ運行）、2025年4月1日のダイヤ改正で廃止された。

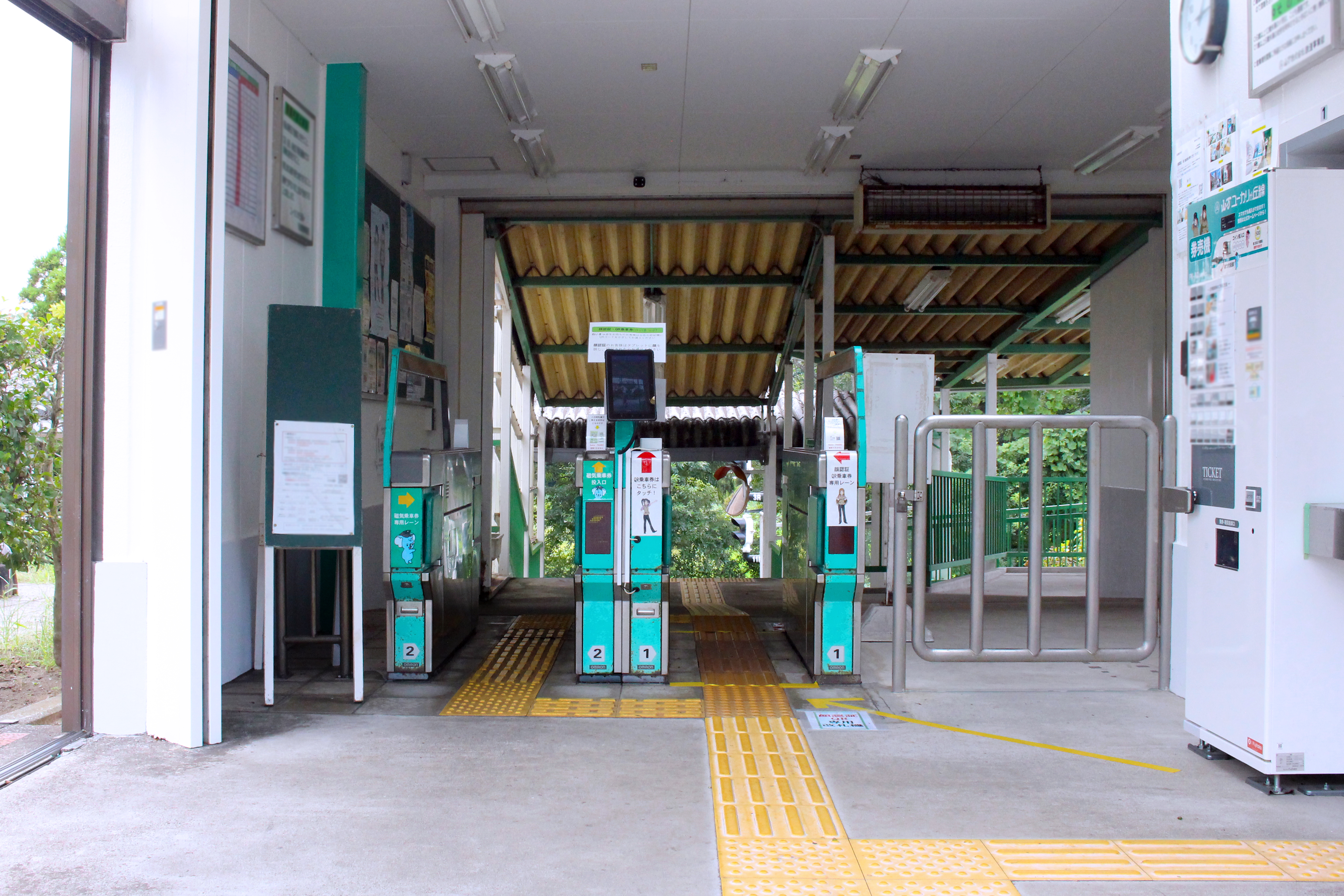
改札口（2024年7月）
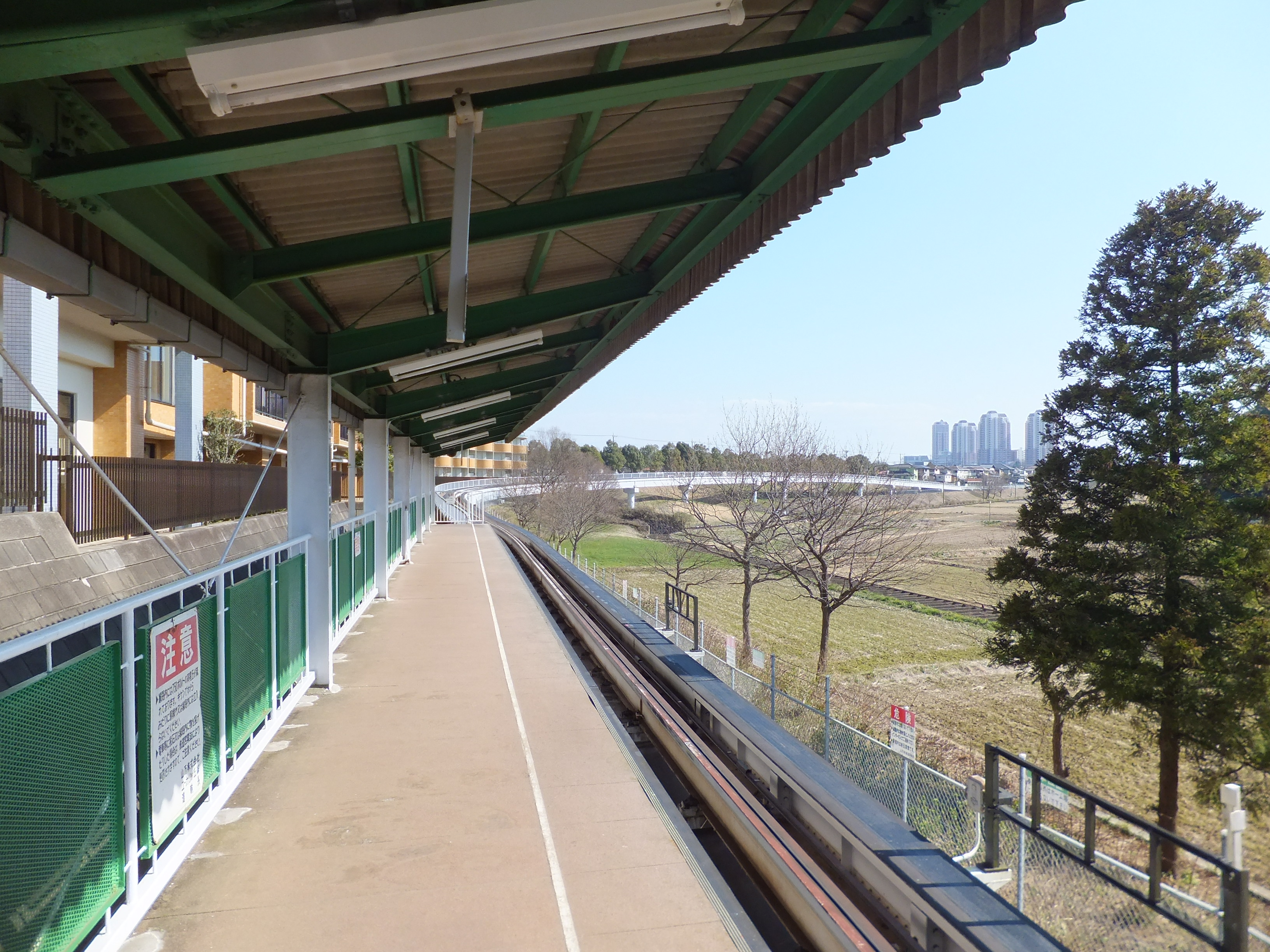
駅ホーム（2012年4月）
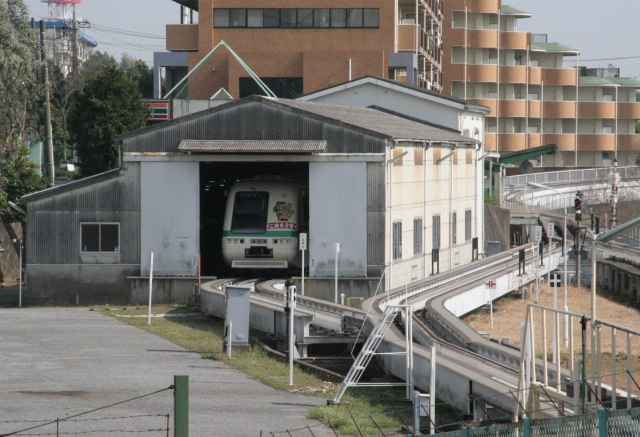
ユーカリが丘線車両基地（2007年3月）

## 利用状況
2022年度の1日平均乗車人員は103人である。山万ユーカリが丘線の駅では、6駅中5位。
近年の1日平均乗車人員推移は下記の通り。
| 年度   | 一日平均 乗車人員 |
| ------ | ----------------- |
| 2012年 | 151               |
| 2013年 | 147               |
| 2014年 | 152               |
| 2015年 | 157               |
| 2016年 | 158               |
| 2017年 | 130               |
| 2018年 | 139               |
| 2019年 | 135               |
| 2020年 | 91                |
| 2021年 | 96                |
| 2022年 | 103               |

## 駅周辺
- 和洋女子大学佐倉セミナーハウス
- 山万ユーカリが丘線車両基地
- 佐倉市立小竹小学校
- 千手院

## 車両基地
女子大駅は車両基地の最寄り駅である。車両基地には設備はピット×1線・留置線×1線が存在し、ユーカリが丘線で運用される1000形が3編成在籍しており、3編成のうち1 - 2編成が留置されている。

## 隣の駅
山万
■ユーカリが丘線
中学校・ユーカリが丘方面への一方向のみ運行
公園駅 → 女子大駅 → 中学校駅